# Unterschlatt
Unterschlatt è una frazione del comune svizzero di Schlatt, nel Canton Turgovia (distretto di Frauenfeld).

## Storia

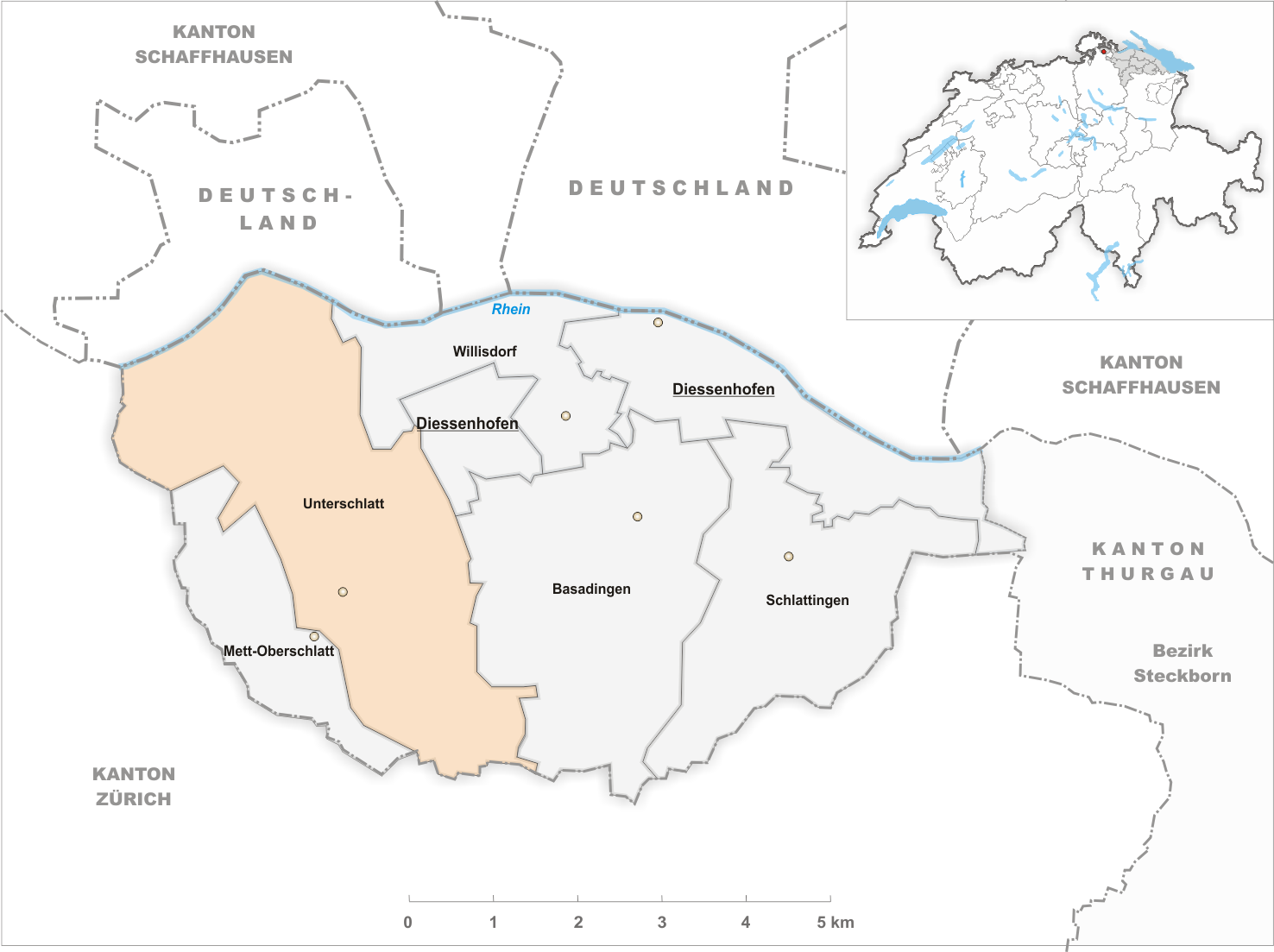
Il territorio del comune di Unterschlatt prima degli accorpamenti comunali del 1999

Già comune autonomo (Ortsgemeinde) che apparteneva al distretto di Diessenhofen e che comprendeva anche le frazioni di Dickihof e Paradies, nel 1999 è stato aggregato all'altro comune soppresso di Mett-Oberschlatt per formare il nuovo comune di Schlatt.

## Monumenti e luoghi di interesse

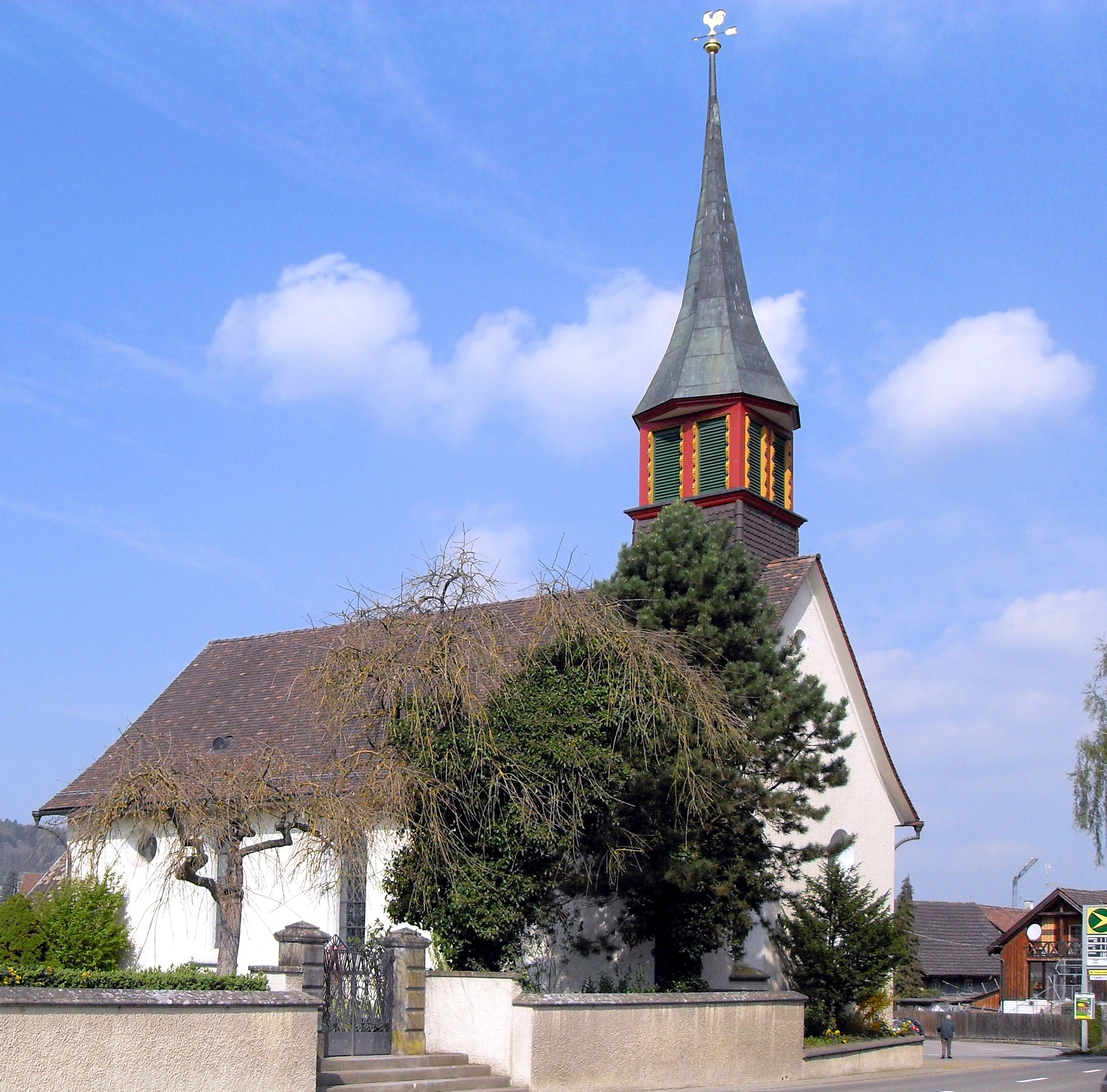
La chiesa riformata

- Chiesa cattolica di San Pietro nel convento di Paradies, attestata dal 1162[1];
- Chiesa riformata, eretta nel 1714[1].

## Società

### Evoluzione demografica
L'evoluzione demografica è riportata nella seguente tabella:
Abitanti censiti

## Amministrazione
Ogni famiglia originaria del luogo fa parte del cosiddetto comune patriziale e ha la responsabilità della manutenzione di ogni bene ricadente all'interno dei confini della frazione.